# Ropica signata
Ropica signata är en skalbaggsart som beskrevs av Maurice Pic 1932. Ropica signata ingår i släktet Ropica och familjen långhorningar.
Artens utbredningsområde är:
- Maldiverna.
- Sri Lanka.

Inga underarter finns listade i Catalogue of Life.